# Rytis Vaišvila
Rytis Vaišvila (né le 23 mai 1971 à Klaipėda en Lituanie) est un joueur puis entraîneur lituanien de basket-ball. Comme joueur, il évolue au poste d'arrière.